# Medicheria
La medicherìa è un locale tipicamente presente negli ospedali, ma anche di altri contesti, dove si effettuano le medicazioni e le visite di primo soccorso.

## Descrizione
Sono luoghi deputati a visite e cure, anche d'urgenza, dove si effettuano visite da parte dei medici e dei chirurghi e dove non si presuppone una lunga permanenza. Così veniva indicato in passato l'attuale pronto soccorso.
Si distinguono in particolare dai locali per degenza, dove sono presenti letti e altre risorse specifiche.

## Storia
La medicherìa apparì nel corso del Rinascimento: ad esempio è attestata a Firenze a metà del XV secolo nell'ospedale San Matteo e a fine secolo nell'ospedale di Santa Maria Nuova, in una rappresentazione del Thesaurus pauperum.

## Alcune definizioni
Il termine è oggi considerato talvolta antiquato, ma è ancora in uso in vari contesti. Non sempre è presente in tutti i dizionari moderni, mentre si trova in dizionari datati. Ad esempio, nella voce "medicherìa" da il "Novo vocabolario della lingua italiana" (1890), a cura di Giovanni Battista Giorgini, si definisce: "La stanza delli Spedali, destinata per le consultazioni e medicature gratuite, e per dare le prime cure a feriti o altri colpiti da malattie improvvise" oppure, più in sintesi, "officina chirurgica" (come riportato nel Dizionario della lingua italiana a cura di Niccolò Tommaseo, nell'edizione 1871, vol.5).